# Mythimna serradagua
Mythimna serradagua é uma espécie de insetos lepidópteros, mais especificamente de traças, pertencente à família Noctuidae.
A autoridade científica da espécie é Wolff, tendo sido descrita no ano de 1977.
Trata-se de uma espécie presente no território português.